# 秘鲁斑尾蜂鸟
秘鲁斑尾蜂鸟（学名：Phlogophilus harterti），是雨燕目蜂鸟科的一种鸟类。
秘鲁斑尾蜂鸟体重约2.7克，翼长约45.6毫米，嘴峰长约18.8毫米，喙宽度约2.2毫米，喙厚度约1.8毫米，跗蹠长约5毫米，尾长约30.2毫米。秘鲁斑尾蜂鸟在其分布区内为留鸟，其栖息在密集的高大树木组成的森林中，食性为草食性，主要食物来源是植物的花蜜。
秘鲁斑尾蜂鸟分布于秘鲁东南部的亚热带地区（瓦努科省、帕斯科省、普诺省和库斯科省）。该物种是单型物种，没有亚种分化。